# Dongtan (China)

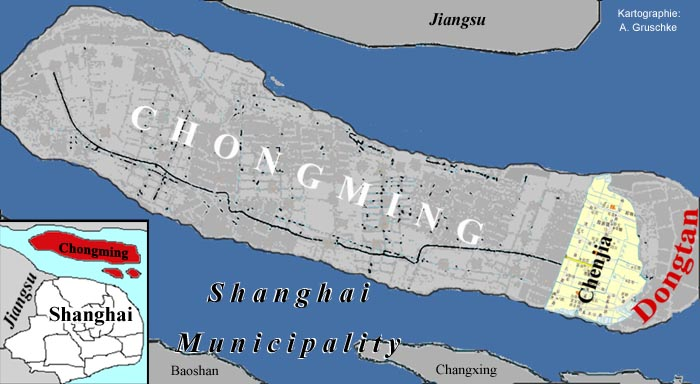
Lage von Dongtan auf der Insel Chongming

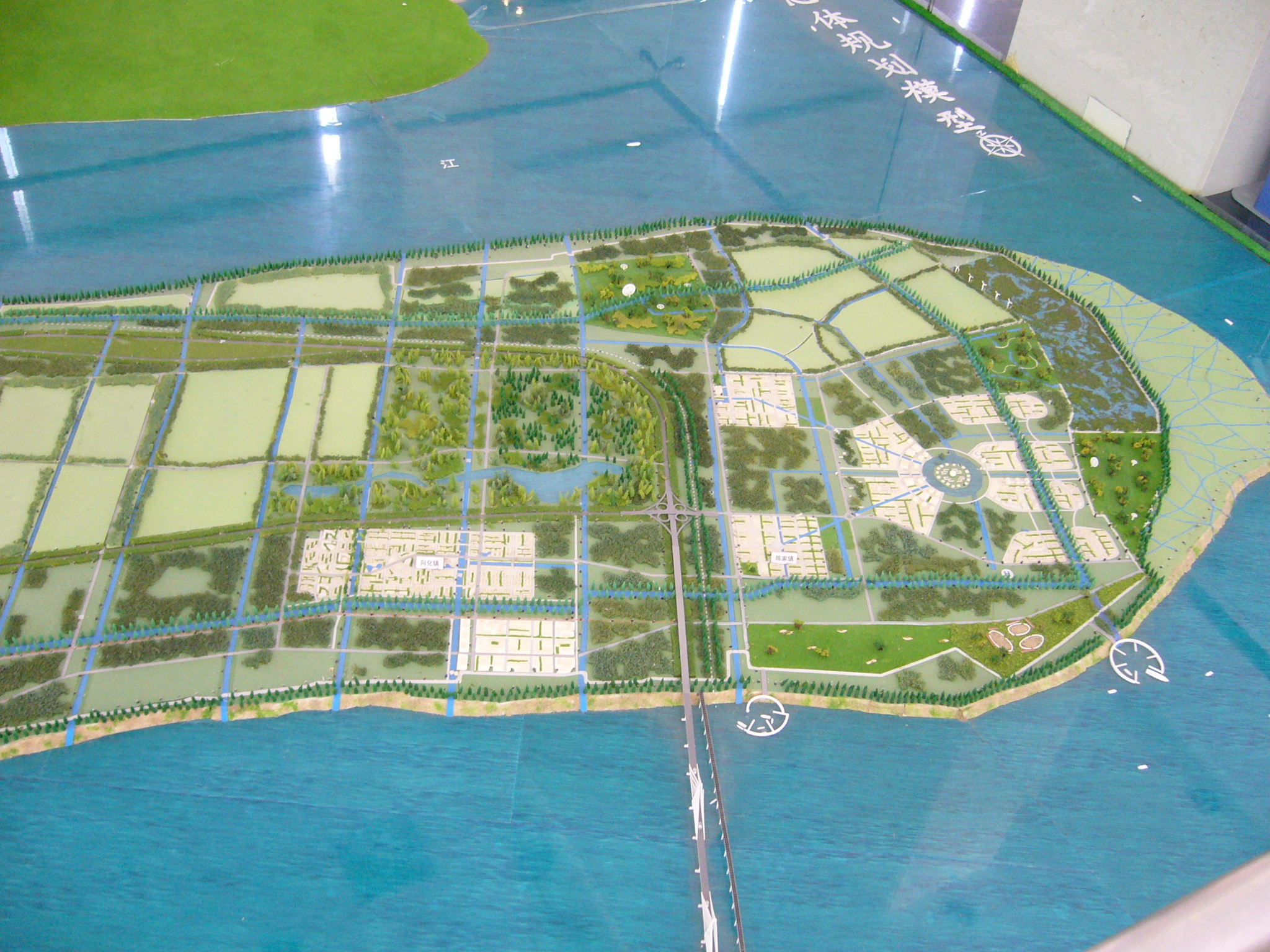
Das östliche Ende Chongmings als Modell

Dongtan (東灘 / 东滩,  Dōngtān) ist ein Ortsteil der Großgemeinde Chenjia des Stadtbezirkes Chongming, der auf der gleichnamigen Insel im Mündungsgebiet des Jangtse liegt und zur Stadt Shanghai in China gehört. Die Großgemeinde Chenjia verwaltet den äußersten Osten von Chongming und Dongtan ist wiederum der östlichste Ortsteil Chenjias, direkt an der Ostküste Chongmings.

## Naturschutzgebiet
Ein großer Teil Dongtans wird vom „Vogelarten-Naturschutzgebiet Dongtan“ (崇明东滩鸟类自然保护区) eingenommen, das die gesamte Ostküste der Insel Chongming abdeckt und ein wichtiger Ruheplatz für Zugvögel ist.

## Ökostadt-Projekt

### Plan
Auf der Insel Chongming soll für knapp eine Milliarde Euro auf 86 Quadratkilometer die erste CO2-neutrale und autofreie Ökostadt Asiens mit sehr hoher Energieeffizienz, durchdachter Abfallentsorgung und guter Luftqualität gebaut werden. Der Masterplan wurde durch die britische Planungsfirma Arup erstellt. Erstes Planziel war eine Einwohnerzahl von 30.000 im Jahr 2010 und Ziel 500.000 bei Ende des Projekts 2050.
Pro Einwohner sollte eine Bewirtschaftungsfläche von 2,2 Hektar nicht überschritten werden. Die Wasserversorgung sollte rein umweltneutral mit Solar- oder Windenergie betrieben werden. Da die Planstadt auf einer Insel liegt, sollten sämtliche Fährverbindungen nur mit umweltneutralen Schiffen erlaubt werden und den Passagieren und Einwohnern sollte empfohlen werden, kürzere Entfernungen an Land zu Fuß oder mit dem Fahrrad zurückzulegen.
Für längere Fahrten im Stadtgebiet hätten nur Fahrzeuge zugelassen werden sollen, die einen emissionsfreien Antrieb besitzen. Die luftverschmutzenden Fahrzeuge mit Verbrennungsmotor sollten vor der Stadt auf einem eigens dafür eingerichteten Parkplatz abgestellt werden.
Es handelte sich um ein ähnliches Konzept wie bei der projektierten Ökostadt Masdar, einem Stadtteil von Abu Dhabi in den Vereinigten Arabischen Emiraten.

### Scheitern
Das Ökostadt-Projekt hätte im Wesentlichen zur Eröffnung der Expo 2010 in China fertiggestellt werden sollen. Bis Mai 2009 wurden zwar ein Tunnel und eine Brücke auf der Insel sowie ein halbes Dutzend Windgeneratoren und ein ökologischer Landwirtschaftsbetrieb fertiggestellt, doch die geplanten Häuser, die geplante Kläranlage sowie der geplante Energiepark wurden nicht gebaut; das Projekt wurde eingestellt und jeder Hinweis auf Dongtan von der Homepage der Expo in Shanghai entfernt.